# Якубов, Касым Бешимович
Касы́м Беши́мович (Биши́мович) Яку́бов (узб. Qosim Beshimovich Yoqubov; 2 [15] октября 1911 — 9 ноября 1954) — советский офицер, Герой Советского Союза (1944), участник Великой Отечественной войны в должности помощника командира взвода 1323-го стрелкового полка 415-й стрелковой дивизии 61-й армии Центрального фронта

## Биография
Родился 2 (15) октября 1911 года в городе Коканд ныне Ферганской области Узбекистана в семье крестьянина. Узбек. Член ВКП(б) с 1942 года. Окончил 7 классов. Работал на заводе. В Красной армии с октября 1942 года.
27 сентября 1943 года 1323-й стрелковый полк 415-й стрелковой дивизии 61-й армии Центрального фронта, в котором служил помощник командира взвода младший сержант Якубов, подошёл к реке Днепр в районе хутора Змеи (Репкинский район Черниговской области). Взвод младшего сержанта на подручных средствах с ходу приступил к форсированию реки. Во время переправы был ранен командир. Якубов принял командование взводом. Под сильным ружейно-пулемётным огнём противника солдаты достигли правого берега Днепра и захватили плацдарм. За трое суток боёв взвод под командованием Якубова отразил 17 контратак противника и удержал захваченный плацдарм, причём благодаря умелому руководству Якубова наши потери были незначительными.
Указом Президиума Верховного Совета СССР «О присвоении звания Героя Советского Союза генералам, офицерскому, сержантскому и рядовому составу Красной Армии» от 15 января 1944 года за «образцовое выполнение боевых заданий командования на фронте борьбы с немецкими захватчиками и проявленными при этом отвагу и геройство» младшему сержанту Якубову Касыму Бешимовичу присвоено звание Героя Советского Союза с вручением ордена Ленина и медали «Золотая Звезда» (№ 2951).
В 1944 году К. Б. Якубов окончил курсы младших лейтенантов.
С 1945 года лейтенант Якубов — в запасе. Жил в Фергане. В 1947 году окончил техникум лёгкой промышленности, в 1949 — республиканскую школу руководящих работников лёгкой промышленности. Был на административно-хозяйственной работе.
Умер 9 ноября 1954 года.
Семья(Родственники) : сын Якубов Баходыр Касымович, правнук Бегматов Арслан.

## Награды
- Медаль «Золотая Звезда» Героя Советского Союза (15.01.1944, № 2951);
- орден Ленина (15.01.1944);
- орден Славы III степени (28.12.1943);
- медаль «За отвагу» (2.12.1943).

## Память
- Именем К. Б. Якубова названа улица в Фергане.